# Le Grand Café

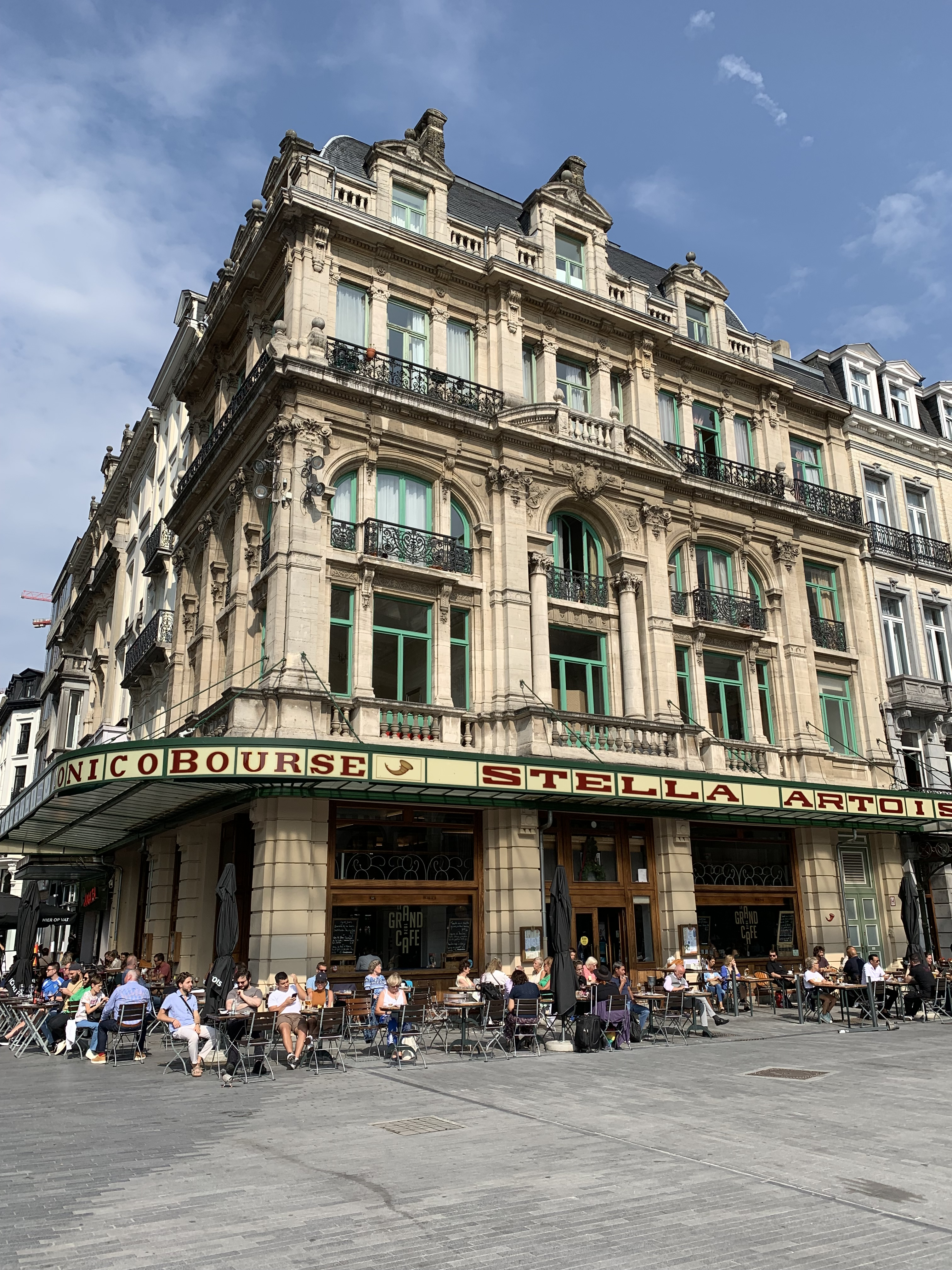
Het Café de la Bourse

Le Grand Café of Café de la Bourse is een gebouw in eclectische stijl in Brussel, ontworpen in 1874 door de architect Émile Janlet. Het kaderde in de aanleg van de centrale lanen na de overwelving van de Zenne en won de tweede prijs in de architectuurwedstrijd van de stad Brussel.
Het café ligt aan de Anspachlaan 78, tegenover het Beursgebouw. De oorspronkelijke naam was Café de la Bourse, wat later werd veranderd in Monico en daarna in Le Grand Café. Het gebouw is sinds 1994 beschermd. In 2020 werd de luifel gerestaureerd.